# Kongens Have
Koordinaten: 55° 41′ 6,5″ N, 12° 34′ 48″ O

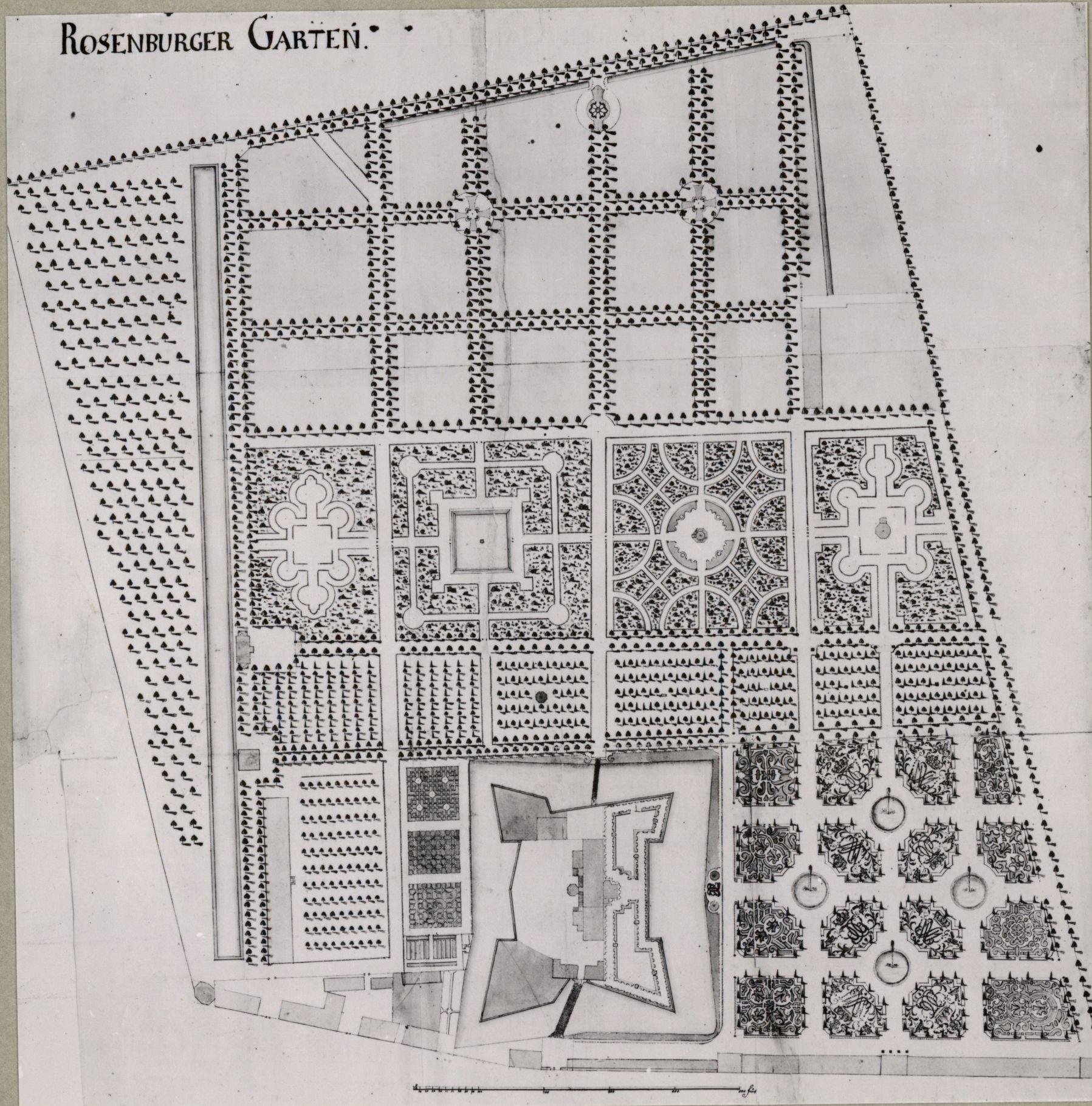
Lageplan um 1740 (Norden unten links).

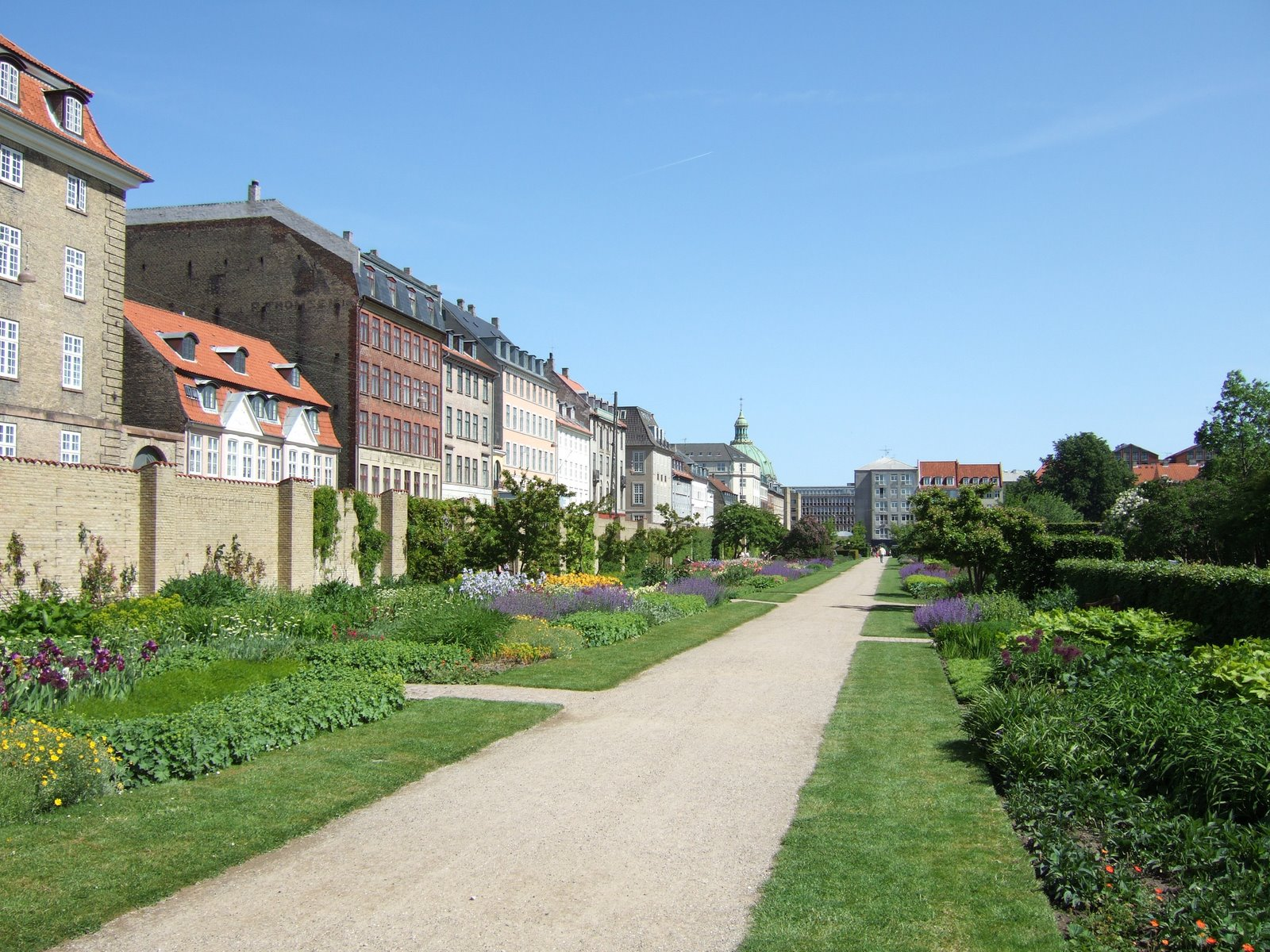
Staudengarten parallel zur Sølvgade.

Kongens Have (dt. Königsgarten) ist eine Grünanlage im Zentrum Kopenhagens. 

## Geschichte
Der Garten entstand ab 1606 auf Initiative des dänischen Königs Christian IV. Er diente zunächst sowohl als Reit- und Lustgarten wie als Obst- und Küchengarten für den königlichen Hof. Aus dieser frühen Zeit stammen noch zwei der Hauptwege (Kavalergangen und Damegangen) und die Freifläche des ehemaligen Exerzierplatzes. Anfangs umgab Kongens Have ein schlichter Bretterzaun.
Vom Barockgarten sind die Orangerie erhalten und ein Gartenpavillon: Die Orangerie wurde zeitweise zur Kaserne der Leibgarde umfunktioniert; der Herkulespavillon erhielt seine heutige Gestalt 1773 durch den Architekten Caspar Frederik Harsdorff. In der Folgezeit wurden die barocken Beete im Geiste der englischen Landschaftsgärten umgestaltet. Im 19. Jahrhundert schließlich wurden ein Rosengarten angelegt, Krokusse gesetzt und die Staudenbeete am Nordrand des Parks gepflanzt. Der Reformer Johann Friedrich Struensee machte den Park 1771/72 vorübergehend öffentlich zugänglich, aber erst 1819 erhielt das allgemeine Publikum dauerhaft Zutritt.

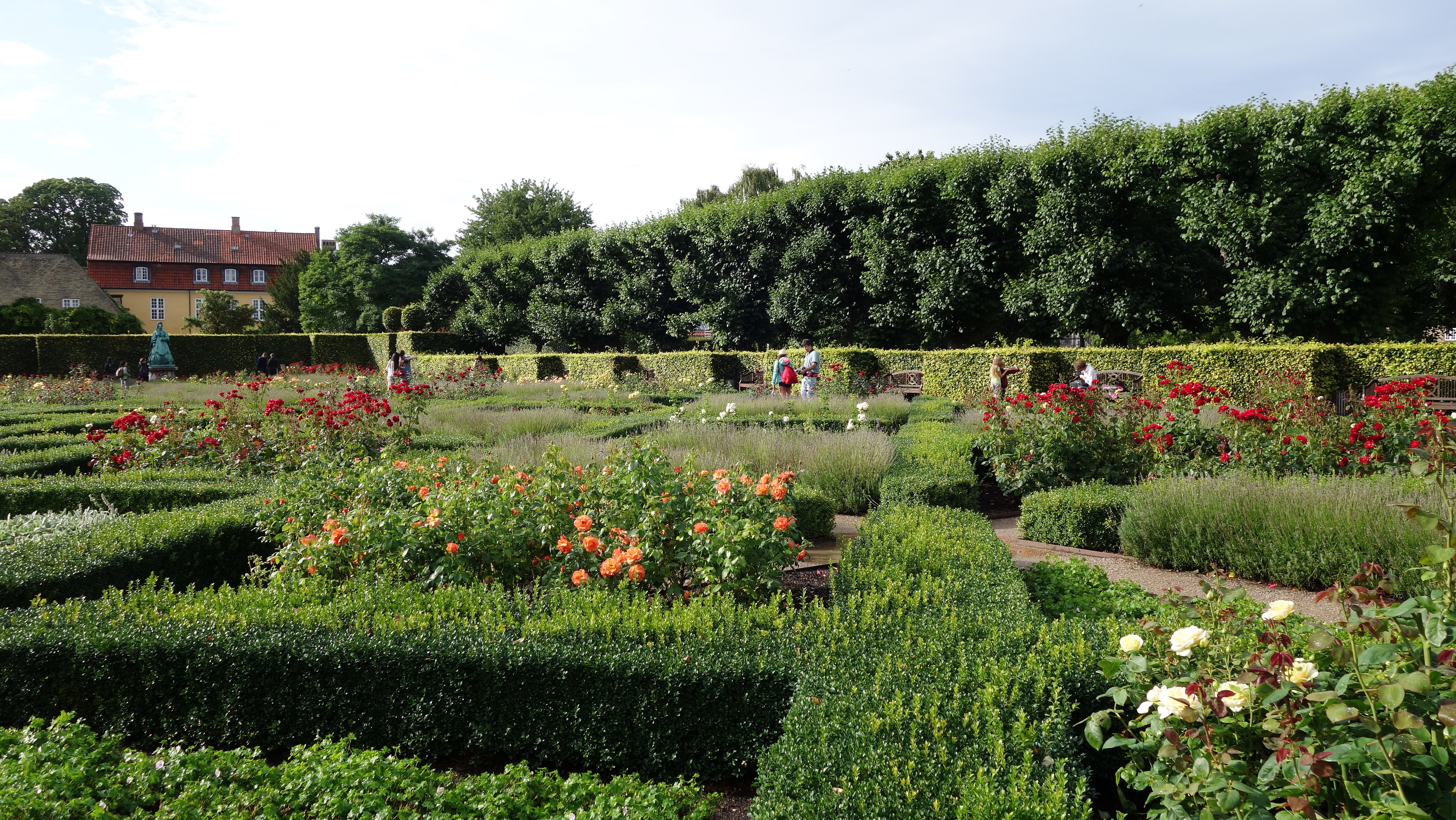
Rosengarten.

Harsdorffs Herkulespavillon wendet seine klassizistische säulengeschmückte Schauseite der Lindenallee Kavalergang zu; die Rückseite besteht hingegen aus einfachem Fachwerk.
Heute besteht von Kongens Have kein öffentlicher Zugang zum Schloss Rosenborg, welches zwischen 1613 und 1634 im Garten errichtet worden ist.

## Skulpturenschmuck
Kongens Have schmücken zahlreiche Skulpturen. Am Haupteingang Ecke Gothersgade/Kronprinsessegade (Kongeporten) steht das Denkmal für den reformliberalen Politiker Viggo Hørup, geschaffen 1908 von Jens Ferdinand Willumsen. Hørup hatte durchgesetzt, das Königsportal für jedermann zu öffnen, und den Park zu dem Publikumsmagnet gemacht, der er bis heute geblieben ist. Insbesondere im Sommer ist Kongens Have bei Kopenhagenern und Touristen sehr beliebt.
Peter Husums Bronzeskulptur „Löwe und Pferd“ (1624) wurde für seine Ausdrucksschwächen belächelt, aber seinerzeit als Sinnbild für die Vorrangstellung des dänischen Löwen (König Christian IV.) vor dem Lüneburger Hengst (Fürst Christian von Lüneburg) wohlwollend aufgenommen. Auch Vilhelm Bissens Standbild der wohltätigen Königin Caroline Amalie (1896) zog Spott auf sich. Im Volksmund „Teewärmer“ genannt, ist es eine augenfällige Illustration der damaligen Krinolinenmode.
Bemerkenswert ist allerdings das von August Saabye geschaffene Denkmal (1880) für Hans Christian Andersen, das schon zu Lebzeiten des dänischen Dichters geplant wurde und auf dessen Gestaltung er persönlich Einfluss genommen hat.